# Samuel Hinga Norman
Samuel „Sam“ Hinga Norman (* 1. Januar 1940 in Ngolala; † 22. Februar 2007 in Dakar, Senegal) war ein sierra-leonischer Stammesführer der Mende und Anführer der Kamajors und der Civil Defence Forces während des Bürgerkriegs in Sierra Leone. 
Er unterstützte mit seinen mehr als 20.000 Mann starken Truppen die Zivilregierung um Präsident Ahmad Tejan Kabbah. Sie gingen mit äußerster Brutalität vor, rekrutierten Kindersoldaten und finanzierten sich durch Blutdiamanten. Am 7. März 2003 wurde Norman vom Sondergerichtshof für Sierra Leone wegen Verbrechen gegen die Menschlichkeit und Kriegsverbrechen angeklagt. Er starb vor Verkündung des Urteils.